# 희가
희가(姬嘉, ? ~ 기원전 108년)는 전한 중기의 제후로, 주나라 왕실의 후손이다.

## 생애
태산에서 봉선 의식을 수행한 무제는 하남에서 주나라 왕실의 후손인 얼자 희가를 찾아, 사방 30리의 땅을 봉토로 주고 주자남군(周子南君)에 봉하여 열후의 지위를 주어, 선조의 제사를 받들게 하였다.
희가는 주자남군 가 6년(기원전 108년)에 죽었고, 아들 희치가 작위를 이었다.

## 출전
- 사마천, 《사기》
  - 권12 효무본기
  - 권20 건원이래후자연표
  - 권28 봉선서
- 반고, 《한서》
  - 권6 무제기
  - 권18 외척은택후표
  - 권67 양호주매운전

| 선대 (첫 봉건) | 전한의 주자남군 기원전 114년 11월 정묘일 ~ 기원전 108년 | 후대 아들 희치 |